# Małgorzata Lebda
Małgorzata Lebda (Nowy Sącz, 23 d'agost de 1985) és una poeta polonesa, fotògrafa i doctora en ciències humanes. Ha publicat sis llibres de poesia pels quals ha rebut premis com el Gdynia (2019) i el Wisława Szymborska (2022), el més important de la lírica polonesa. Łakome, la seva primera obra en prosa, va rebre el Premi Descobriment Literari de l'Any d'Empik (2023) i va ser finalista del Premi Nike (2024). Va ser nominada al Premi Conrad i figura entre els finalistes del Premi Angelus.

## Carrera artística i acadèmica
Va passar la seva infància a Żeleźnikowa Wielka. Al juliol de 2014, va defensar la seva tesi doctoral titulada El llenguatge latent de la imatge. El paper de la poètica en la interpretació de la fotografia contemporània. Exemples seleccionats (director: Rafał Piotr Solewski) a la Universitat Pedagògica de la Comissió d'Educació Nacional a Cracòvia.
Va ser guardonada amb la Beca Creativa de la Ciutat de Cracòvia (2006), la Beca Grazella (2006) i la beca del Ministeri de Cultura i Patrimoni Nacional de Polònia (2012). El 2017, va rebre el Premi-Beca Stanisław Barańczak dins del Premi Literari de Poznań.
El jurat del Premi Poètic K.I. Gałczyński – Orfeu va considerar el seu llibre Matecznik com el millor llibre de poesia de 2016. Va ser nominada al Premi Poètic de Breslàvia «Silesius» el 2019 i al Premi Poètic K.I. Gałczyński – Orfeu 2019 pel seu llibre Sny uckermärkerów. Va guanyar el Premi Literari de Gdynia el 2018 per aquest mateix llibre.
El 2022, va ser nominada novament al Premi Poètic de Breslàvia «Silesius» i al Premi Poètic K.I. Gałczyński 2021 pel seu llibre Mer de Glace.
Resideix a la regió muntanyosa dels Beskides de Sądecki. Ha treballat com a professora adjunta al Departament d'Estudis dels Mitjans de Comunicació de la Universitat Pedagògica de la Comissió d'Educació Nacional a Cracòvia i, posteriorment, al Departament de Cultura Literària de la Frontera de la Facultat de Filologia Polaca de la Universitat Jaguelònica.

## Vida personal
Va ser la primera esposa de l'alpinista Kacper Tekieli.
A més d'escriptora, fotògrafa i científica, és muntanyenca i corredora d'ultramaratons (el setembre de 2021, va córrer 1.113 quilòmetres al llarg del riu Vístula en el marc d'un projecte d'activisme poètic titulat «Llegir l'aigua»)

## Premis i reconeixements
- Orfeu – Premi Poètic Konstanty Ildefons Gałczyński (2016)
- Premi Llibre del Mes de Cracòvia pel poemari Matecznik (2016)
- Premi Literari de Gdynia (2018)
- Premi Poètic Wisława Szymborska (2022)
- Premi Descobriments Empik 2023 per la novel·la Insaciable (2024)
- Premi Literari dels Lectors de Gran Polònia (2024)
- Finalista del Premi Literari Nike 2024 per la novel·la Insaciable (2024)

## Poesia
- Otwarta na 77 stronie. Cracòvia, Wydawnictwo Towarzystwa Słowaków w Polsce, 2006 (plaqueta poètica).
- Tropy. Gniezno, Zeszyty Poetyckie, 2009, pròleg de Karol Maliszewski i Józef Baran, editor de la sèrie: David Jung.
- Granica lasu. Poznán, Wydawnictwo WBPiCAK, 2013, (nominada el 2014 al Premi Poètic K.I. Gałczyński – Orfeu i al Premi Poètic Krystyna i Czesław Bednarczyk).
- Matecznik. Poznań, Wydawnictwo WBPiCAK, 2016 (guanyadora el 2017 del Premi Poètic K.I. Gałczyński – Orfeu).
- Jezik zemlje, trad. Biserka Rajčić. Belgrad, Treći Trg, 2017.
- Sny uckermӓrkerów. Poznań, Wydawnictwo WBPiCAK, 2018 (nominada el 2019 al Premi Poètic Wrocław «Silesius» i al Premi Poètic K.I. Gałczyński – Orfeu).
- Sprawy ziemi. Poznań, Wydawnictwo WBPiCAK, 2020 (recopilació de tres poemaris publicats anteriorment per WBPiCAK: Granica lasu, Matecznik i Sny uckermӓrkerów).
- Mer de Glace, Wrocław, Wrocławskie Wydawnictwo Warstwy, 2021.

## Prosa
- Insaciable, trad. Abel Murcia i Katarzyna Moloniewicz. Barcelona: Temporal, 2024 (finalista entre els set seleccionats per al Premi Literari Nike 2024).